# Havasi szürkebegy
A havasi szürkebegy (Prunella collaris) a madarak osztályának verébalakúak (Passeriformes) rendjébe és a szürkebegyfélék (Prunellidae) családjába tartozó faj.

## Rendszerezése
A fajt Giovanni Antonio Scopoli olasz ornitológus írta le 1769-ben, a Sturnus nembe Sturnus collaris néven.

## Alfajai
- Prunella collaris collaris (Scopoli, 1769)
- Prunella collaris erythropygia (Swinhoe, 1870)
- Prunella collaris fennelli Deignan, 1964
- Prunella collaris montana (Hablizl, 1783)
- Prunella collaris nipalensis (Blyth, 1843)
- Prunella collaris rufilata (Severtzov, 1879)
- Prunella collaris subalpina (C. L. Brehm, 1831)
- Prunella collaris tibetana (Bianchi, 1904)
- Prunella collaris whymperi (E. C. S. Baker, 1915)[2]

## Előfordulása
Európa és Ázsia magashegységeiben honos. Természetes élőhelyei a sziklás hegyi lejtők és alpesi rétek. A fahatár és a hóhatár közötti területen él. Télen alacsonyabb helyre húzódik.

### Kárpát-medencei előfordulása
Magyarországon rendszeres vendég november és március között. Kőfejtőkben, bányafalakon, romos épületeknél észlelték, de településeken is feltűnhet kisebb csapatokban, néha magányosan.

## Megjelenése
Testhossza 18 centiméter, szárnyfesztávolsága 30–32 centiméter, testtömege 37–43 gramm. Feje szürke, hasa narancssárga.

## Életmódja
Költési területén főleg rovarokkal és pókokkal táplálkozik. Ősztől bogyókat, télen magvakat fogyaszt.

## Szaporodása
A tojó a fészkét fátlan, köves, sziklás hegyoldalakon, a földön lévő kisebb mélyedésbe készíti, mohából és fűszálakból. Fészekalja 4–5 tojásból áll, melyen a tojó kotlik 15 napig. A fiókák még 12–14 napig tartózkodnak a fészekben, utána a sziklák közt rejtőzködnek. A táplálásban mindkét szülő rész vesz.
|  |  |

## Természetvédelmi helyzete
Az elterjedési területe rendkívül nagy, egyedszáma pedig stabil. A Természetvédelmi Világszövetség Vörös listáján nem fenyegetett fajként szerepel. Magyarországon védett, természetvédelmi értéke 25 000 forint.